# Megan Rapinoe
Megan Anna Rapinoe (Redding, 5 de julho de 1985) é uma futebolista estadunidense. Rapinoe é conhecida por sua performance marcante dentro de campo e ganhou destaque mundial quando liderou a Seleção de Futebol Feminino dos Estados Unidos nos Jogos Olímpicos de 2012.

## Carreira
Desde pequena, Rapinoe é apaixonada por esportes e costumava jogar nos times de futebol em que seu pai era técnico. Quando estava no Ensino Médio, entrou para o Elk Grove Pride ao invés de jogar no time da sua escola, Foothill High School. Ainda nesta época, praticou atletismo e jogou basquete, sendo convocada para jogar no All-American Game de 2004, encontro que reunia os melhores jogadores de basquete do ensino médio. 
Elk Grove United (2002-05)
Durante seu tempo no Elk Grove United, jogou na WPS League. Na final do US Youth Soccer National Championships marcou o gol que poderia empatar o placar contra o Peachtree City Lazers. No entanto, eles estariam em segundo lugar depois que o Lazer marcou o gol de desempate.
Portland Pilots (2004–08)
Juntou-se ao Portland Pilots da Universidade de Portland com uma bolsa de estudos integral. No entanto, passou sua primeira temporada com a equipe dos EUA na Copa do Mundo Feminina Sub-19, que ficou em terceiro lugar, perdendo para China e Alemanha.
Já em 2005, fez sua estréia na equipe ajudando os Pilots a obterem seu primeiro título na Liga e no NCAA Division I Women’s Soccer Championship. Nas quartas de final da College Cup contra o Notre Dame, marcou dois gols e fez uma assistência que resultou na vitória dos Pilots com uma pontuação de 3-1, garantindo a final contra o UCLA.
Depois de ter jogado 25 jogos em seu primeiro ano, Rapinoe se tornou uma das figuras-chave do time em sua segunda temporada. Além disso, foi considerada uma das maiores goleadoras da liga feminina americana (10 gols e 2 assistências).
Depois de se ausentar em 2007 por uma lesão no ligamento, na temporada de 2008, voltou ao time como titular e ajudou a equipe a bater um recorde de 20 jogos ganhos e apenas dois perdidos, marcando cinco gols. Terminando seu estágio com os Pilots, decidiu lançar o WPS Draft 2009, onde foi escolhida em segundo lugar pelo Chicago Red Stars.
Clubes
No Red Stars participou de 17 dos 18 jogos do campeonato e marcou dois gols. Nesse mesmo ano, juntou-se ao All-Star no campeonato, com o qual jogou contra o Damallsvenskan. No final de 2010, assinou contrato com o Philadelphia Independence, onde jogou apenas quatro jogos e depois foi transferida para o MagicJack.
Em 2011, assinou contrato com o Sydney F. C. da Australian W-League. No ano seguinte, foi para o Seattle Sounders Women, enquanto se preparava para os Jogos Olímpicos de 2012. Nesta competição, os Estados Unidos conquistaram a medalha de ouro vencendo o Japão e o Canadá.
Entre 2013 e 2014, jogou pelo Olympique de Lyon, na França, e então foi para o Seattle Reign, o time em que joga atualmente.

## Seleção dos Estados Unidos
Megan Rapinoe jogou pelas categorias inferiores, selecionada entre 2003 e 2006, disputando várias reuniões com o U-16 International Tournament da United States Youth Soccer Association. A jogadora participou no Campeonato Feminino Sub-19 da Concacaf 2004 e também jogou a Copa do Mundo Feminina Sub-19 na Tailândia.
Estreou contra a Irlanda em julho de 2006 e, posteriormente, marcou seus primeiros gols em um amistoso contra a China. Acompanhou a seleção na Taça do Algarve de 2009 e na Taça do Mundo Feminina da FIFA 2011, onde os Estados Unidos manteriam a medalha de prata ao perderem para o Japão na fase de pênaltis. Em 2012, liderou a equipe nacional nos Jogos Olímpicos de Londres recebendo a medalha de ouro contra o Japão com um 2-1. Pouco depois, venceu a Taça do Algarve de 2013 contra Alemanha com um 2-0 e a Copa do Mundo Feminina da FIFA 2015 em uma revanche contra o Japão por 5-2.
Durante a Copa do Mundo de 2019, Rapinoe fez história marcando 6 gols e dando três assistências. Ela ganhou a medalha de ouro com a equipe e recebeu o título de melhor jogador da Copa do Mundo, sendo premiada com a Bota e a Bola de Ouro por sua performance no torneio.

## Vida pessoal
Assumiu-se lésbica em julho de 2012.

## Títulos
Lyon
- Campeonato Francês Feminino: 2012–13
- Copa da França Feminino: 2012–13

OL Reign
- NWSL Shield: 2014,  2015 e 2022
- The Women's Cup: 2022

Estados Unidos
- Copa do Mundo FIFA: 2015, 2019
- Jogos Olímpicos : 2012
- Algarve Cup: 2011, 2013, 2015
- Campeonato Feminino da CONCACAF: 2014, 2018
- SheBelieves Cup: 2018

### Prêmios
- Melhor Jogadora do Mundo pela FIFA: 2019
- Ballon d'Or: 2019
- Bola de Ouro da Copa do Mundo Feminina FIFA: 2019
- Chuteira de Ouro da Copa do Mundo Feminina FIFA: 2019
- FIFPro World XI: 2019 e 2020
- Melhor Jogadora do Mundo pela IFFHS: 2019
- Seleção Mundial Feminina da IFFHS: 2019
- Equipe feminina ideal da CONCACAF na década 2011–2020 pela IFFHS

## Reconhecimento
É uma das 100 Mulheres da lista da BBC de 2019.